# Lennart Lindblad (ämbetsman)
Lennart Albin Andreas Lindblad, född den 17 april 1904 i Malmö, död den 31 januari 1973 i Staffanstorp, var en svensk ämbetsman.
Lindblad avlade studentexamen i Malmö 1924 och juris kandidatexamen vid Lunds universitet 1930. Han genomförde tingstjänstgöring i Jämtlands västra domsaga 1930–1933. Lindblad var länsnotarie i Jämtlands län 1933–1952, förste länsassessor där 1953–1954, i Kalmar län 1954 och landssekreterare i Västerbottens län 1954–1969. Han var sekreterare i Jämtlands läns landsting 1942–1954, i mödrahjälpsnämnden 1942–1947, vice ordförande där 1948–1954, ordförande Jämtlands läns hälsovårdsförbunds arbetsutskott 1951–1954, i Västerbottens civilförsvarsförbunds arbetsutskott 1955–1962, i Västerbottens länsorgan för vattenkraftfrågor 1956–1965, i Storumans folkhögskola 1956–1964 och i naturvårdsrådet i Västerbottens län 1963–1966. Lindblad blev riddare av Nordstjärneorden 1956 och kommendör av samma orden 1960. Han vilar på Backens kyrkogård i Umeå.